# Wanna One
Wanna One va ser un grup de música pop sud-coreà compost per un grup de onze integrants format per CJ E&M Music el 2017 que ha publicat els disc 1X1=1 (To Be One) (2017). El dia 31 de desembre de 2018 el grup va ser separat. La raó és que havia sigut creat pel programa coreà Produce 101 i tenien un contracte de 1.5 anys. El seu últim concert va ser el 24-27 de gener de 2019 

## Filmografia
- 1X1=1 (To Be One) (2017)[2]

## Tours
- 2017: Wanna One Premier Show-Con
- 2017: Wanna One Premier Fan-Con